# جامع زيرك كليسة
جامع زيرك كليسة (بالتركية: Zeyrek Camii)‏ أو كنيسة زيرك أو دير البانتوكراتور (باليونانية: Μονή του Παντοκράτορος Χριστού، بالتركية: Pantokrator Manastırı)، هو مسجد كبير في فضيلة سوكايجي في منطقة زيرك في الفاتح في إسطنبول، ويطل على القرن الذهبي. وهي مكونة من كنيستين بيزنطيتين سابقتين وكنيسة صغيرة متصلة معًا وتمثل أفضل مثال على العمارة البيزنطية الوسطى في القسطنطينية. ويعد بعد آيا صوفيا أكبر صرح ديني بيزنطي لا يزال قائما في إسطنبول.
وتبعد أقل من كيلومتر واحد إلى الجنوب الشرقي من مسجد إسكي عمارة، وهي كنيسة بيزنطية أخرى تم تحويلها إلى مسجد. شرق المجمع يوجد كوناك عثماني رمم وافتتح كمطعم وحديقة شاي تسمى زيرخان.

## أعلام
- أندرونيكوس الرابع باليولوج